# Димитър Борисов
Димитър Йосифов Борисов е български бизнесмен, бивш съсобственик на ПФК ЦСКА (София). и ФК „Металург“ (Перник). 

## Биография
Роден е на 10 ноември 1964 г. в Перник. Произхожда от семейство на сефарадски евреи. Заедно с Иво Иванов са собственици на Титан Груп.
Има участие в над 10 фирми, занимаващи се със строителство и сделки с недвижими имоти, събиране и извозване на битови отпадъци и др.

### ЦСКА
Заедно със своя съдружник Иво Иванов са собственици на елитния ЦСКА от 2009 до 2013 година, когато клубът изпада в тежка финансова криза, а по-късно фалира.
Управлението на Борисов-Иванов е съпроводено с много скандали и спорове относно финансови задължения, най-вече към футболисти, които почти не са играли в официални мачове. Това, както и стари задължения, водят клуба към крах.
Борисов е един от първите, които обявяват официално, че ЦСКА трябва да се обедини с ПФК Литекс (Ловеч), за да оцелее, като Гриша Ганчев стане партньор в клуба и в тяхната компания Титан.
В Металург Перник беше също съсобственик с Първан Първанов, Калоян Стоянов и Валентин Захариев. През 1998 всичките се махнали от ФК Металург 1957 Перник.  